# Maesa manipurensis
Maesa manipurensis är en viveväxtart som beskrevs av Carl Christian Mez. Maesa manipurensis ingår i släktet Maesa och familjen viveväxter. Inga underarter finns listade i Catalogue of Life.